# Francesco Salviati

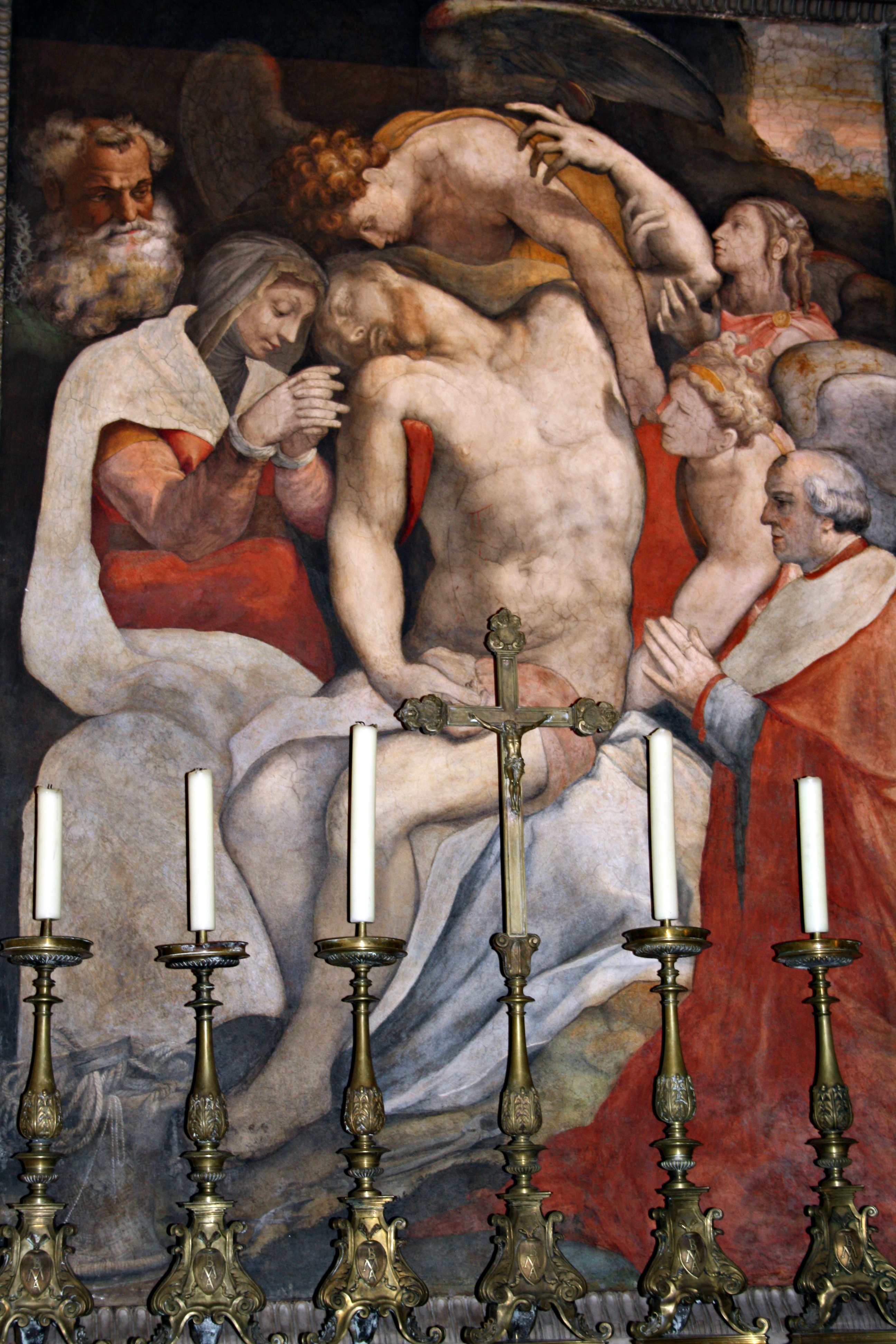
Nedtagandet från Korset. Santa Maria dell'Anima, Rom.

Francesco Salviati (egentligen Francesco de' Rossi), född 1510 i Florens, död 1563 i Rom, var en italiensk målare under manierismen. Han verkade i huvudsak i Florens, men han utförde även verk i Rom. I sistnämnda stad finns målningar av Salviati i bland annat Oratorio di San Giovanni Decollato, Santa Maria dell'Anima, Palazzo della Cancelleria, Palazzo Sacchetti och Palazzo Farnese. Bland hans lärjungar märks Giuseppe Porta, känd som il Salviatino.